# Tisovac Žumberački
Tisovac Žumberački – wieś w Chorwacji, w żupanii zagrzebskiej, w mieście Samobor. W 2011 roku liczyła 4 mieszkańców.